# Chalcoscirtus martensi
Chalcoscirtus martensi là một loài nhện trong họ Salticidae.
Loài này thuộc chi Chalcoscirtus. Chalcoscirtus martensi được Marek Żabka miêu tả năm 1980.